# Bolondo (Sprache)
Bolondo ist eine Bantusprache, die von circa 3000 Menschen (Zensus 1983) in der Demokratischen Republik Kongo gesprochen wird. 
Sie ist in der Provinz Sud-Ubangi südlich der Stadt Budjala verbreitet.
Unter den Sprechern ist Lingála als Handelssprache am weitesten verbreitet, gefolgt von der Ubangi-Sprache Ngbandi.
Bolondo wird in der lateinischen Schrift geschrieben.

## Klassifikation
Bolondo bildet mit den Sprachen Bamwe, Bangi, Boko, Bolia, Bomboli, Bomboma, Bozaba, Dzando, Lobala, Mabaale, Moi, Ntomba, Sakata, Sengele und Yamongeri die Bangi-Ntomba-Gruppe und gehört zur Guthrie-Zone C40.